# 아이디어뮤직엔터테인먼트코리아
아이디어뮤직엔터테인먼트코리아(iMe KOREA)는 대한민국의 연예 기획사이다.

## 소속 아티스트

### 배우
- 배호근

### 가수
- 드림노트
- 인수

## 과거 소속 아티스트

### 배우
- 봉태규
- 이세진
- 이상훈
- 이문정
- 신가은
- 재신

### 가수
- 왁스
- 플라이 투 더 스카이
- 김현성
- 미
- 드림노트
- 하빈 (드림노트 전 멤버)
- 한별 (드림노트 전 멤버)
- 이예준